# Little Orphan Millie
«Little Orphan Millie» (рус. Маленький сиротка Милхаус) — шестой эпизод девятнадцатого сезона Симпсонов, премьера состоялась 11 ноября 2007 года.

## Сюжет
На совместном пикнике семейств Симпсонов и Ван Хутен Кирк и Луан объявляют о своей женитьбе. Во время сборов на свадьбу Мардж обижается на Гомера из-за того, что он не знает, какого цвета её глаза. Сразу после бракосочетания зановосозданная пара супругов Ван Хутен отправляется в романтический круиз на лайнере, оставляя Милхауса под присмотром Симпсонов. Ночью, по нелепой случайности, «молодожёны» падают за борт лайнера. Их отсутствие заметили только в конце круиза. Пропажа родителей меняет поведение Милхауса, который своей хандрой и равнодушием ко всему происходящему резко начинает набирать популярность и уважение у одноклассников и одновременно с этим начинает вызывать ревность у Барта. Чтобы изменить установившееся положение дел, Барт решает связаться с дядей Милхауса, который всегда умел развеселить своего племянника. Гомер, окончательно утративший надежду вспомнить, какого цвета глаза у жены, неожиданно получает подсказку от своего отца, Эйба, который ему напоминает о песне, что Гомер написал для Мардж. Исполняя эту песню, Гомер наконец-таки вспоминает, что у Мардж карие глаза. Милхаус решает навсегда улететь в Солванг со своим дядей. Барт, не соглашаясь с этим, решает улететь вместе с ними. По пути их воздушный шар врезается в самодельный дельтаплан супругов Ван Хутен…

## Культурные отсылки
- Название эпизода пародирует название комикса Little Orphan Annie.
- Сцена, в которой два представителя круизной компании подъезжают к дому на машине, чтобы сообщить Милхаусу об исчезновении родителей, является отсылкой на сцену из фильма «Спасти рядового Райана».
- Внешний вид и поведение дяди Милхауса является пародией на Индиану Джонса.

## Интересные факты
- Луан имеет датские корни, а Кирк — голландские.
- Дядя Милхауса, являясь отчасти датчанином, ненавидит голландцев, а папа Милхауса ненавидит датчан.
- Во время сцены, в которой Гомер поёт о Мардж, позади него, за забором, можно увидеть голову и часть спины Неда Фландерса.
- Из эпизода становится известно, что у Мардж ореховые глаза (англ. Hazel перевели как карие).
- Фраза Барта «я люблю Милхауса» — очередной намёк на его бисексуальность.